# Isobel Campbell

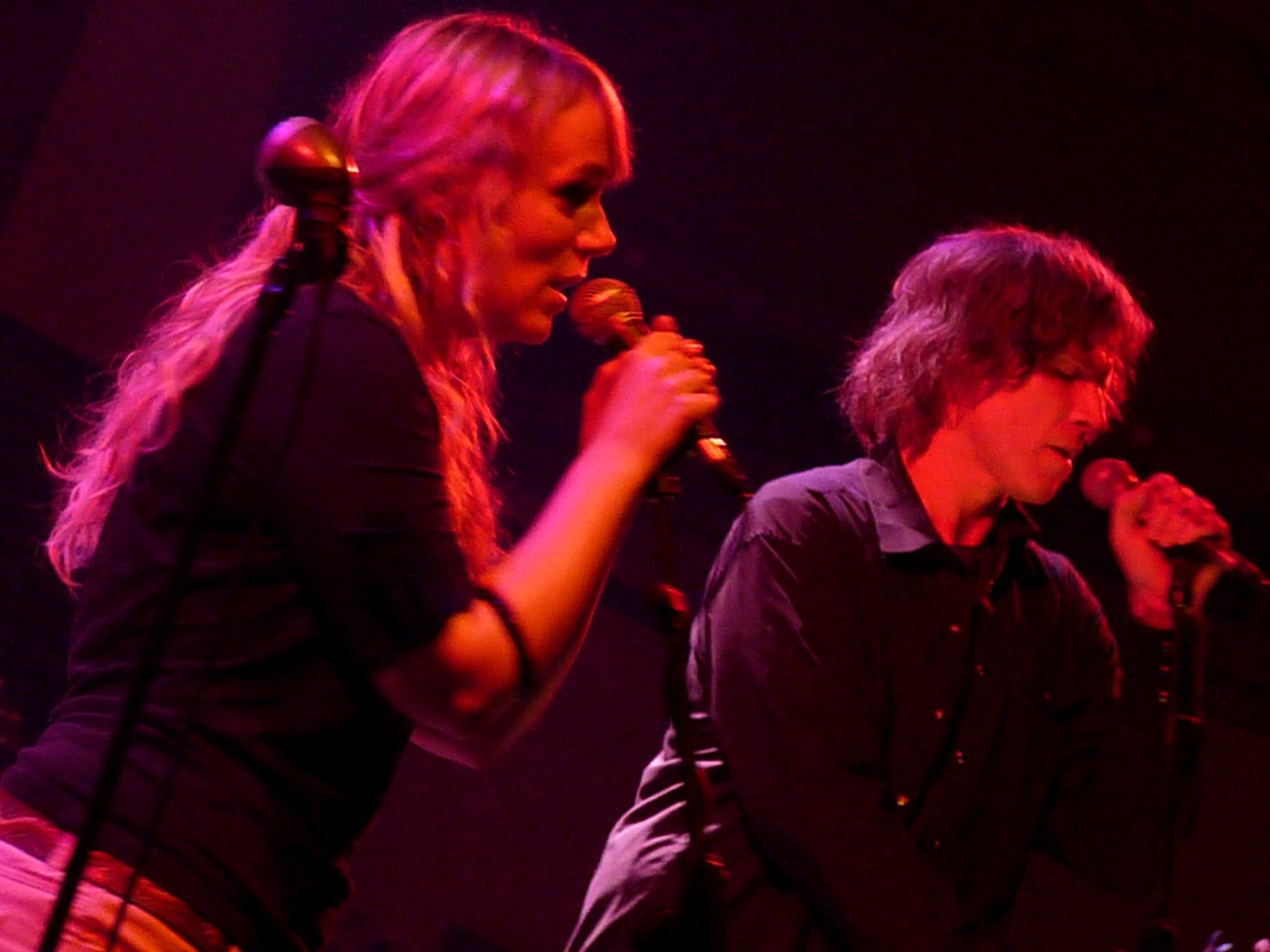
Isobel Campbell i Mark Lanegan (2010)

Isobel Campbell (ur. 27 kwietnia 1976 w Glasgow) – szkocka wokalistka, wiolonczelistka i kompozytorka. Była związana z grupą Belle & Sebastian (1996–2002), w latach 2004–2013 współpracowała z Markiem Laneganem. Obecnie skupia się na karierze solowej.

## Kariera muzyczna[1]

### Belle & Sebastian (1996–2002)
W latach 1996–2002 artystka działała w grupie Belle & Sebastian. Dołączyła do zespołu po poznaniu Stuarta Mudrocha, w wieku 19 lat. Z jej udziałem (jako wokalistki, wiolonczelistki i gitarzystki), zostały nagrane albumy Tigermilk (1996); If You’re Feeling Sinister (1996); The Boy with the Arab Strap (1998); Fold Your Hands Child, You Walk Like a Peasant (2000) oraz Storytelling (2002).
Campbell opuściła zespół w połowie trasy koncertowej po Ameryce Północnej, w 2002 r.

### Snow Patrol (1998)
W 1998 r. gościnnie wystąpiła na debiutanckim albumie grupy – Songs for Polarbears, śpiewając w utworze NYC.

### Kariera solowa (1999–)

#### The Grape Waves[5]
The Grape Waves był projektem powstałym z inicjatywy artystki. Pod tym szyldem zostały wydane albumy The Green Fields of Foreverland (1999) oraz Swansong for You (2000). Oba albumy były nagrywane wraz z członkami Belle & Sebastian – Stuartem Murdochem, Richardem Colburnem, Chrisem Geddesem, Mickiem Cookiem oraz Steviem Jacksonem.

#### Solowe albumy
Kolejne albumy artystki były już markowane jej imieniem i nazwiskiem:
- Amorino (2003)[6]
- Milkwhite Sheets (2006)[7]
- There Is No Other (2020)[8]

W 2002 r. artystka, wraz z pianistą Billem Wellsem, wydała album Ghost of Yesterday, który zawiera covery utworów jazzowego artysty Billie Holiday.

### Współpraca z Markiem Laneganen (2004–2013)
W 2004 r. artystka podjęła współpracę z Markiem Laneganem. W kwietniu tego samego roku Campbell wydała minialbum Time Is Just the Same. Lanegan jest autorem utworu Why Does My Head Hurt So?. Utwór został nagrany z jego wokalem. 2 lata później, w 2006 r., wspólnie wydali album Ballad of the Broken Seas. Drugim wspólnym albumem wydanym przez artystów był Sunday at Devil Dirt (2008). Ostatnim albumem artystów, wydanym wspólnie, był Hawk – 2010 r. W 2013 oficjalnie zakończyli współpracę.